# Escil·la (ciutat)
|  | Per a altres significats, vegeu «Escil·la». |

Escil·la (en llatí Scyllaeum, en grec antic Σκύλλαιον), moderna Scilla, va ser una ciutat o fortalesa i també un cap a la costa oest del Brútium a uns 22 km al nord de Rhegium, just a l'entrada de l'estret de Sicília.
Estrabó descriu el cap i diu que era un promontori rocós unit al continent per un istme estret, que deixa dues badies als costats, petites però ben protegides. Era considerat un lloc molt perillós per la navegació. Homer i altres poetes l'assenyalen com la residència del monstre Escil·la i veïna de Caribdis. Anàxiles de Rhegion va fortificar la roca per poder aturar les incursions dels pirates tirrens, segons Estrabó. La ciutat sorgida a l'entorn de la fortalesa, de la que parla Plini el Vell, sempre va ser de poca importància. El modern cap de Scilla està situat just enfront de Torre del Faro (antigament Pelòron) a Sicília.